# Partido Tordillo
Tordillo [toɾ.ð̞i.ʒo] ist ein Partido in der argentinischen Provinz Buenos Aires. Das Partido hatte bei der Volkszählung 2001 1.764 Einwohner. Bei einer Oberfläche von 1.330 km² ist Tordillo somit sowohl eins der am dünnsten besiedelten Partidos der Provinz als auch das mit der geringsten Einwohnerzahl. Die Zahl der Haushalte beträgt 558.
Intendente Tordillos ist Héctor Aníbal Olivera von der Frente para la Victoria. Telefonvorwahl Tordillos ist 02245, der Postleitcode B7101AJA. 
Verwaltungszentrum ist der Ort General Conesa, ein zweiter Ort im Partido existiert mit Villa Roch. Das Partido Tordillo liegt an der Bahía de Samborombón und ist umgeben von den Partidos General Lavalle, Castelli, Dolores und Maipú. Die Reserva Natural Integral Bahía de Samborombón liegt am Gebiet Tordillos und Castellis.

## Geschichte
Vor der Ankunft der Jesuiten in diesem Gebiet um 1740 dominierte das Volk der Het diese Region, erste stabile europäische Ansiedlungen entstanden um 1814. Das Partido wurde 1839 per Dekret des Gouverneurs Juan Manuel de Rosas durch Loslösung vom Partido Dolores geschaffen. 1865 wurde sein Territorium verringert, 1876 erst der Hauptort General Conesa gegründet.